# Woodwardita
La woodwardita es un mineral de la clase de los minerales sulfatos, y dentro de esta pertenece al llamado “grupo de la woodwardita”. Fue descubierta en 1866 en Cornualles (Inglaterra), siendo nombrada así en honor de Samuel P. Woodward, naturalista y geólogo inglés.

## Características químicas
Es un sulfato hidroxilado e hidratado de cobre y aluminio.

## Formación y yacimientos
Es un raro mineral secundario que se forma en la zona de oxidación de los yacimientos de minerales del cobre, también como producto post-minería por alteración.